# The Accüsed
I The Accüsed sono una band hardcore punk e crossover thrash di Seattle.

## Storia
Formata nel 1981 a Oak Harbor (Washington) dal bassista Chibon Batterman, da Dana Collins e dal chitarrista Tom Niemeyer. John Dahlin fu il cantante dal 1983 al 1984, quando cantante divenne Blaine Cook (ex frontman dei The Fartz) che portò nella band un suono più heavy metal. La band registrò cinque album negli anni '90.
Nel 2003 la band pubblico l'album "Oh, Martha!", inserito nella top ten degli album dell'anno dalla rivista Revolver magazine. Nel 2005 tre membri lasciarono la band per fondarne una nuova, i Toe Tag. Niemeyer reclutò così Brad Mowen, Mike Peterson, e Prof. Iman A. Phid per continuare la carriera dei The Accused.

## Membri

### Attuali
- Tommy Niemeyer (1981-1993, 2003-) chitarra
- Brad Mowen (2005-) voce
- Professor Iman A. Phid (2009-) basso
- Mike Peterson (2005-) batteria

### Ex-Membri
- Dana Collins (1981-1990) - Batterista
- John Dahlin (1982-1984) - Cantante
- Chibon 'Chewy' Batterman (1981-1986) R.I.P - Bassista
- Josh Sinder (1990-1993) - Batterista
- Steve 'O Ring' Nelson (2003-2005) - Batterista
- Blaine Cook (1984-1993) (2003-2005) - Cantante
- Alex Sibbald (1986-1993) (2003-2005) - Bassista
- Devin Karakash (2006-2007) - Batterista
- Nick Uttech (2007-2008)- Batterista

## Discografia

### Album
- 1983 - Please Pardon Our Noise, It Is The Sound of Freedom/Through My Mind's Eye (Split, Fatal Erection 1983)
- 1986 - The Return of Martha Splatterhead (Subcore/Earache)
- 1987 - More Fun Than an Open Casket Funeral (Combat)
- 1988 - Martha Splatterhead’s Maddest Stories Ever Told (Combat)
- 1990 - Grinning Like an Undertaker (Nastymix)
- 1992 - Splatter Rock (Nastymix Records)
- 2005 - Oh Martha! (Condar)
- 2009 - The Curse of Martha Splatterhead (Southern Lord)

### EP
- Martha Splatterhead (EP, Condar 1985)
- Hymns for the Deranged (EP, Musical Tragedies 1988)
- Straight Razor (EP, Nastymix 1991)

### Demo
- Brain Damage 1 and 2 (Demo, 1981-82)

### Singoli
- Accused/Morphius Split (7 Singoli, Empty 1989)
- Straight Razor (Singolo con fumetti, Fantagraphix 1992)
- Murder in Berkeley (Singolo, Smilin Ear 1993)
- Paint It Red (Singolo, Transparent 2002)